# Martin Jurow
Martin Jurow (* 14. Dezember 1911 in Brooklyn, New York; † 12. Februar 2004 in Dallas, Texas) war ein US-amerikanischer Filmproduzent. International bekannt wurde er durch die Produktion der Kinofilme Der Mann in der Schlangenhaut, Frühstück bei Tiffany, Der rosarote Panther, Das große Rennen rund um die Welt oder Zeit der Zärtlichkeit.

## Leben und Karriere
Der 1911 in Brooklyn im Bundesstaat New York geborene Martin Jurow besuchte zuerst das College of William & Mary, eine staatliche Universität in Williamsburg im Osten des US-Bundesstaates Virginia, bevor er 1935 an der Harvard Law School einer Graduate School an der US-amerikanischen Harvard University in Cambridge (Massachusetts), einem Vorort von Boston seinen Abschluss in Rechtswissenschaften machte. Als Anwalt arbeitete er später in einer Kanzlei in New York die auch Kunden aus dem Showbusiness betreute, darunter Mae West und Eddie Cantor. Danach vollzog er einen Wechsel zur William Morris Agency an der Ostküste, wo er als Filmabteilungsleiter tätig war. Nach seiner Zeit bei William Morris gründete er mit seinem deutlich jüngeren Partner dem Agenten Richard Shepherd (1927–2014) die Jurow-Shepherd Productions. In dieser Konstellation unterzeichnete man bei der Filmproduktionsgesellschaft Paramount Pictures einen Vertrag über sechs Filme, um in Hollywood hochformatige Kinoproduktionen auf den Weg zu bringen. Sie konzentrierten sich dabei überwiegend auf bekannte Literaturvorlagen. Diese dienten als Grundlage für Verfilmungen wie dem Western Der Galgenbaum mit Gary Cooper, Maria Schell und Karl Malden nach einer Novelle von Dorothy M. Johnson, dem Drama Der Mann in der Schlangenhaut mit Marlon Brando und Anna Magnani nach einem Bühnenstück von Tennessee Williams oder der romantischen Komödie Frühstück bei Tiffany mit Audrey Hepburn und George Peppard nach einem Roman des Bestsellerautors Truman Capote. Ohne Shepherd aber mit dem Regisseur und Drehbuchautor Blake Edwards realisierte Jurow dann in den 1960er Jahren drei weitere Filme, die romantische Komödie Ein Soldat steht im Regen mit dem Schauspieler Steve McQueen, die Krimi-Komödie Der rosarote Panther in der Besetzung David Niven, Peter Sellers, Robert Wagner, Capucine und Claudia Cardinale, sowie das komödiantische Abenteuerepos Das große Rennen rund um die Welt mit Jack Lemmon, Tony Curtis, Natalie Wood und Peter Falk. 1971 zog es Martin Jurow dann nach erfolgreichen aber auch kräftezehrenden Filmjahren nach Dallas in Texas, wo er als stellvertretender Bezirksstaatsanwalt für das Dallas County arbeitete. 1974 produzierte er mit dem Horrorthriller Don’t Open the Door! noch einmal eine kleinere unabhängige Produktion mit Drehorten in Jefferson in Texas und der Tochter seines Freundes Eddie Bracken Susan Bracken in der Hauptrolle, bevor er von 1981 bis 1985 noch fünf weitere Filmproduktionen unterstützen sollte. Darunter das oscarprämierte Filmdrama Zeit der Zärtlichkeit von Regisseur James L. Brooks mit Shirley MacLaine, Debra Winger und Jack Nicholson in den Hauptrollen, das als Literaturverfilmung auf dem gleichnamigen Roman von Larry McMurtry basiert.
Im Jahre 2001 verfasste Jurow seine Memoiren. Er starb drei Jahre später 2004 im Alter von 92 Jahren in seiner Wahlheimat Dallas. Er wurde kurze Zeit von seiner Frau, der Produktionsdesignerin Erin Jo Jurow (1921–2007), überlebt.

## Filmografie (Auswahl)

### Kino
- 1959: Der Galgenbaum (The Hanging Tree)
- 1960: Der Mann in der Schlangenhaut (The Fugitive Kind)
- 1961: Blond, süß und sehr naiv (Love in a Goldfish Bowl)
- 1961: Frühstück bei Tiffany (Breakfast at Tiffany’s)
- 1963: Ein Soldat steht im Regen (Soldier in the Rain)
- 1963: Der rosarote Panther (The Pink Panther)
- 1965: Das große Rennen rund um die Welt (The Great Race)
- 1974: Don’t Open the Door!
- 1981: The End of August
- 1982: Waltz Across Texas
- 1983: Zeit der Zärtlichkeit (Terms of Endearment)
- 1985: Sylvester
- 1985: Papa Was a Preacher